# Mr. Heli
Mr. Heli, fue nombrado en Japón como "La gran aventura de Sr. Heli" (Ｍｒ．ＨＥＬＩの大冒険 Mr. HELI no Daibōken?) y conocido en América del Norte como Battle Chopper, es un videojuego horizontal de Matamarcianos, que fue lanzado para las máquinas recreativas, desarrollada y publicada por Irem en diciembre de 1987.
- Datos: Q2040360